# Krohnitta pacifica
Krohnitta pacifica är en djurart som tillhör fylumet pilmaskar, och som först beskrevs av Aida 1897.  Krohnitta pacifica ingår i släktet Krohnitta och familjen Krohnittidae. Inga underarter finns listade i Catalogue of Life.